# На маяке
«На маяке» (пол. Latarnik) — новелла Генрика Сенкевича, впервые опубликованная в «Ниве» в 1881 году.

## Создание
Новелла была написана в Соединенных Штатах во время путешествий Сенкевича по этой стране. Писатель уехал туда в 1876. Он отправлял в Польшу корреспонденцию, которая печаталась в «Газете Польской». О происхождении новеллы Сенкевич сообщил в сносках: «Рассказ этот основан на реальных событиях, о которых писал в свое время Юлиан Хорэйн в одном из своих писем из Америки». Прототипом смотрителя маяка Скавинского стал поляк по имени Селлава, уволенный из-за чтения повести Зигмунда Качковского.

## Сюжет
Действие разворачивается в 70-е годы XIX века в Аспинвале и на одиноком островке, находящимся недалеко от Панамы. Главный герой — старый поляк Ставинский, который всю жизнь скитался, а теперь решил найти постоянную работу, чтобы обосноваться в одном месте. Он начинает тихую, спокойную жизнь в качестве смотрителя маяка. Однажды Скавинский получает посылку с книгами, в числе которых «Пан Тадеуш» Мицкевича. Читая, он вспоминает родину и забывает о том, где находится. Из-за этого смотритель не зажигает вовремя маяк, и его увольняют. Он снова отправляется в путешествие, но на этот раз с ним частичка родины — поэма Мицкевича.
В 1976 году по мотивам новеллы был снят одноимённый телефильм.